# لي يانغ (لاعب رماية)
لي يانغ (بالصينية: 李洋) هو لاعب رماية صيني، ولد في 20 أغسطس 1985.

## وصلات خارجية
- لي يانغ على موقع أوليمبيديا (الإنجليزية)
- لي يانغ على موقع اللجنة الأولمبية الصينية (الإنجليزية)